# Romance de la negra rubia
Romance de la negra rubia es una novela corta de la escritora argentina Gabriela Cabezón Cámara, publicada en 2014 por la editorial Eterna Cadencia. La trama sigue la historia de una poeta que se prende fuego a sí misma para evitar ser desalojada de un edificio por la policía, hecho que le trae fama y le permite ayudar a su comunidad y luego iniciar una gira internacional como artista performática.
La novela explora a través de la parodia y la ironía temas como las relaciones de poder, la demagogia política y las concepciones tradicionales del amor romántico. Aborda además la religiosidad popular como fuerza social transgresora y el valor que se otorga a los sacrificios y a los muertos como moneda de cambio para obtener favores o beneficios por parte de los grupos de poder.
De acuerdo con la autora, el libro forma una suerte de «trilogía oscura» junto a sus dos obras anteriores: La Virgen Cabeza (2009) y Le viste la cara a Dios (2011).

## Argumento
Gabi es una poeta que se encuentra en un edificio donde una comunidad de artistas habitaban en condición de okupas. Cuando la policía intenta desalojarlos, decide prenderse fuego a sí misma como forma de resistencia, hecho que es captado por cámaras de televisión. Gabi logra sobrevivir a las quemaduras y se convierte en una heroína popular, por lo que en un principio es usada como símbolo por sectores políticos y luego aprende a usar su poder mediático para obtener beneficios para su comunidad.
Gabi pronto inicia una gira internacional como artista performática en la que su piel desfigurada es la principal estrella. De este modo llega a la Bienal de Venecia, donde conoce a Elena, una millonaria austriaca que compra la instalación en que viajaba Gabi y que inicia una relación amorosa con ella. Tiempo después, Elena muere a causa de una enfermedad y le deja a Gabi la piel de su rostro para que se la trasplante. Gracias al poder que ha obtenido, Gabi logra darles casas propias a sus antiguos compañeros y es elegida gobernadora de la provincia de Buenos Aires. Una vez que termina su mandato, decide retirarse para llevar una vida tranquila en la ciudad de Tigre, desde donde escribe la presente historia y vive en una relación poliamorosa con dos hombres europeos.

## Personajes principales
- Gabi: es la protagonista de la historia y la «negra rubia» del título,[8] una poeta que se prende fuego a sí misma para evitar el desalojo de un edificio al que había llegado porque ofrecían whisky y cocaína. Debido a la gravedad de las quemaduras, pasa un año en el hospital. Al salir se convierte en líder de su comunidad y empieza a ganar favores para ella en negociaciones con las autoridades. Gabi constantemente observa los hechos a su alrededor desde una mirada cínica con la que identifica la hipocresía de las figuras con las que interactúa, aunque a la vez es un personaje que se deja llevar por las circunstancias de forma pasiva, actitud que se resume en la frase «da igual, nada tiene sentido».[4] Entre los personajes con quienes es comparada en la novela por su aspecto físico o por el poder que alcanza se encuentran Darth Vader, Eva Perón y Marina Abramović.[9] En una entrevista, Cabezón Cámara describió al personaje de Gabi de la siguiente forma:[1]

Es una especie de descerebrada, está pasada de rosca, reloca y va aprendiendo cómo construir poder político para beneficiar a su comuna y a sí misma con el tiempo.

- Elena: es una coleccionista de arte originaria de Suiza que compra la instalación artística en que participaba Gabi y que se convierte en su amante. Al morir de cáncer le deja a Gabi parte de su fortuna y su rostro para que se realice un trasplante.[5] Gabi se enamora de ella «por alta, por rubia, por musculosa, por llevar la ropa de lino con elegancia» y la describe como una mujer «ligera y fuerte».[4]

## Composición

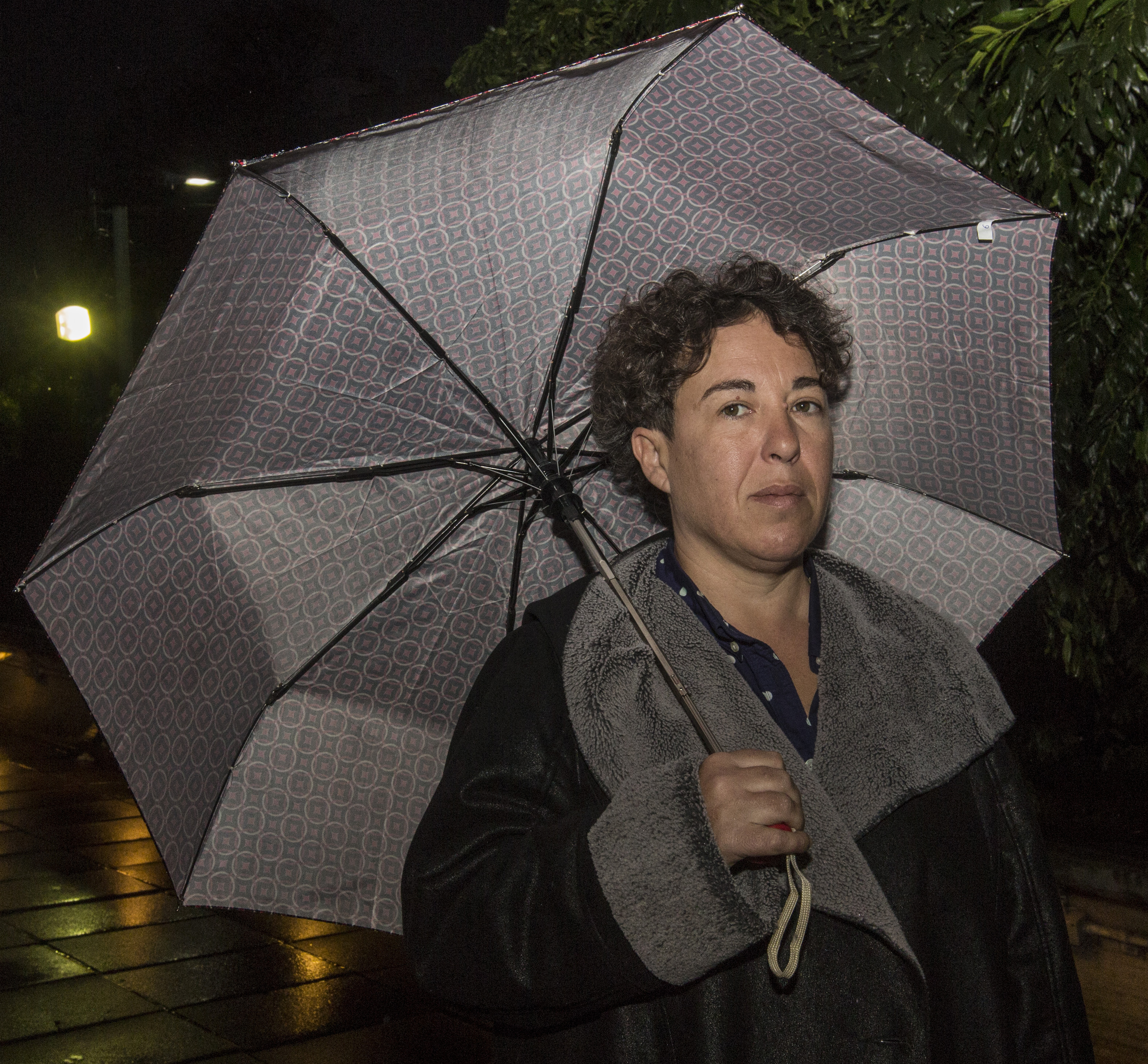
Gabriela Cabezón Cámara en 2016

La idea original de la obra nació en febrero de 2002, cuando Cabezón Cámara leyó un artículo de prensa publicado en el Clarín en el marco de la Crisis de diciembre de 2001 en Argentina. El mismo incluía una fotografía en la que se observaba a un hombre que se había prendido fuego. El hombre se llamaba Rubén Arias y era un repartidor de periódicos de 31 años residente en Neuquén que había amenazado con autoinmolarse si la policía entraba a desalojarlo de la vivienda social que habitaba. La policía había hecho caso omiso a la amenaza, por lo que Arias se prendió fuego y ocasionó que todos escaparon corriendo, momento que quedó captado en la fotografía.
Arias estuvo agonizando en el hospital alrededor de quince días antes de fallecer. Este hecho provocó un fuerte enfrentamiento entre la policía y el resto de personas desalojadas, pero días después las autoridades locales decidieron darles las casas a las personas que antes habían ordenado desalojar con la condición de que las parejas que habitaban en las viviendas se casaran. El hecho sorprendió a Cabezón Cámara y la hizo pensar en que la muerte de Arias había funcionado como una especie de sacrificio que había sido aceptado por las autoridades de Neuquén para darles viviendas a los desalojados, al estilo de dioses griegos.
Esta idea fue una de las dos que Cabezón Cámara presentó posteriormente a Diana Bellessi, quien le recomendó que primero trabajara en la que posteriormente se convirtió en La Virgen Cabeza, que publicó en 2009 de la mano de la editorial Eterna Cadencia. Años después, Cabezón Cámara retomó la idea de Romance de la negra rubia y escribió una primera versión de la novela, narrada en tercera persona y que terminó desechando por considerar que la prosa que empleó era muy áspera y violenta. La segunda versión del manuscrito es la que finalmente dio lugar a la versión final de la obra.
La novela está escrita en primera persona y está compuesta por capítulos breves, de no más de tres páginas de extensión cada uno. Poseee además un epílogo y una coda.

## Temas centrales

### Rol social de los sacrificios
Una de las temáticas centrales del libro es el rol social del sacrificio como memoria de la lucha a favor de las comunidades, aunque también critica los efectos negativos que ha tenido a lo largo de la historia y su explotación por parte de sujetos políticos. En el comienzo, el «sacrificio fundante» de Gabi actúa como el acto primordial que crea la identidad compartida de su comunidad y les da un sentido de pertenencia. El «nosotros» que habían manejado hasta entonces se convierte en un «nuestro», en relación con la propiedad comunitaria del edificio que habitan. Este movimiento social creado alrededor de la figura de Gabi también le permite obtener poder político y de este modo empujar al juez que antes los había echado a otorgarles a todos las escrituras de propiedad del inmueble.
Sin embargo, Gabi observa con escepticismo el sentido de su propio sacrificio y nota que pronto es coptado por grupos de poder como forma de acrecentar su capital político. De forma particular señala al Partido Justicialista como uno de los sectores que intentan aprovecharse de su condición de «medio muerta» de manera similar a como se habría hecho con las personas desaparecidas durante la Dictadura militar argentina, cuya memoria es identificada por Gabi como una de las bases del poder político del peronismo:

Me usaba bastante el juez y quiso usarme el Pejota para sumarme a la masa, nunca yerta ni acabada, de su mayor capital: el plantel de muertos vivos.

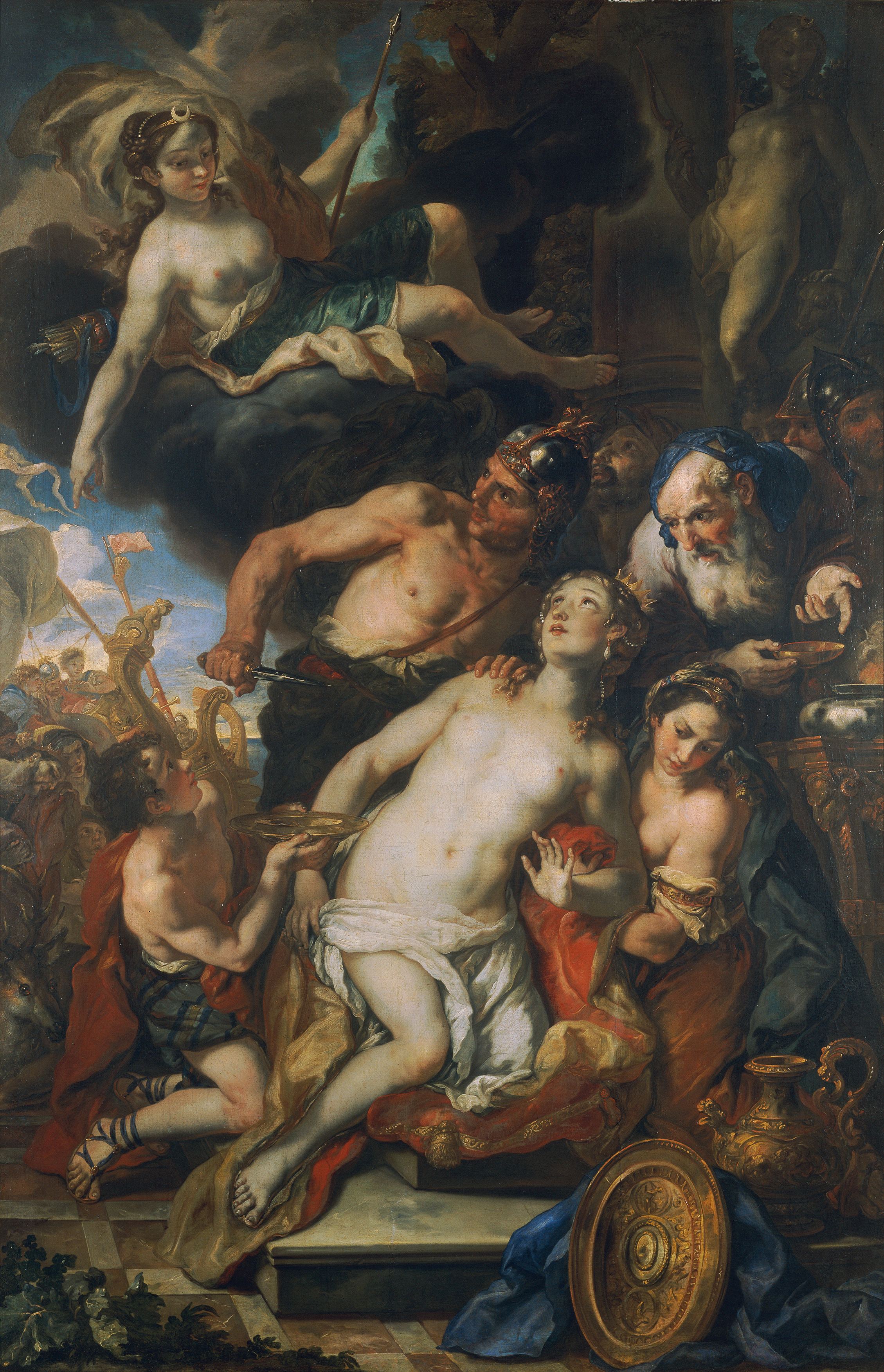
El sacrificio de Ifigenia, pintura al óleo de Johann Michael Rottmayr

Cabezón Cámara analiza además la situación de Gabi y realiza un repaso histórico en el que identifica el poder simbólico de los sacrificios para traer beneficios a la comunidad de la cual es parte el sacrificado. Entre los ejemplos que cita se ubica el sacrificio de Ifigenia a manos de su padre Agamenón para obtener la bendición de los dioses, el nacimiento de la agricultura luego de que Caín asesinara a Abel, e incluso el holocausto, que entre sus efectos inmediatos tuvo la creación de Israel. En resumen, la autora identifica una especie de ley general en que los muertos han sido usados a lo largo de la historia como moneda de cambio para obtener una ganancia para sus respectivas comunidades. Y aún más que eso, Cabezón Cámara afirma que los pueblos que suman más martirios posteriormente victimizan a otros bajo la justificación del valor de cambio en muertos que han acumulado, para lo que pone como ejemplos los abusos del ejército israelí en Palestina y la crucifixión de Jesús de Nazareth, que siglos después provocaría estragos a través de la evangelización ocurrida durante la colonización española en América. «¿Llama la herencia del mártir al martirio de los otros?», se cuestiona la autora respecto a este punto.
La novela también señala que estos sacrificios fundantes han servido para normalizar aspectos perniciosos de las sociedades actuales. En el caso del sacrificio de Ifigenia, la victoria de Agamenón legitima la violencia de género que sufre y otorga al hombre un derecho simbólico sobre la vida de sus esposas e hijas. El hecho de que Ifigenia haya sido quemada viva no se escapa en el texto de Cabezón Cámara, que lo referencia en el caso de la propia Gabi y en el de las mujeres asesinadas en Argentina a causa de quemaduras.

### Religiosidad popular
Otro tema importante en la obra es la religión, particularmente la idea de la santidad popular. A lo largo de la novela, Gabi adopta el papel de mártir y su inmolación es descrita de forma reiterada en términos religiosos, como «mito del origen» y «sacrificio fundante». El segundo capítulo, que se titula justamente «Cómo me hice santa», narra el momento exacto en que el sacrificio de Gabi se convierte en símbolo de lucha para su comunidad. El hecho de que todos los habitantes del edificio logran obtener vivienda luego del sacrificio pasa a ser considerado como un milagro, mientras que los gritos de Gabi a los policías diciéndoles que nunca entrarían al edificio pasan a ser interpretados como una profecía que se cumple cuando estos son abatidos a causa de sus propios actos criminales.
El carácter de santa popular que adquiere Gabi le permite convertirse en una fuerza opositora al poder político al posicionarse primero como defensora de la comunidad de artistas bohemios y más tarde de las clases desposeídas que participan en el movimiento okupa, aunque ese nunca hubiera sido su objetivo original. Esta idea de religiosidad popular transgresora es un tema recurrente en la narrativa de Cabezón Cámara, presente también en sus obras anteriores: La Virgen Cabeza (2009) y Le viste la cara a Dios (2011).
La autora critica además varios aspectos de las instituciones religiosas tradicionales, entre ellos las estructuras jerarquizadas y las relaciones de poder donde «los de arriba» (en referencia a las clases sociales altas) son «los que están cerca del cielo», «los más cercanos a Dios». Cuando Gabi pasa a ser considerada como santa, ella misma es elevada por sus seguidores y pasa a vivir en el piso más alto de un edificio del que rara vez baja y desde el que puede hablar como igual con los poderosos. La novela también plantea que la idea religiosa de lo «sagrado» está intrínsecamente relacionada con estas relaciones de poder y con la necesidad de sacrificios, al aseverar que lo «que lleva de Cristo al Vaticano» son «los muertos que llevamos en la espalda».

### Amor romántico y sexismo

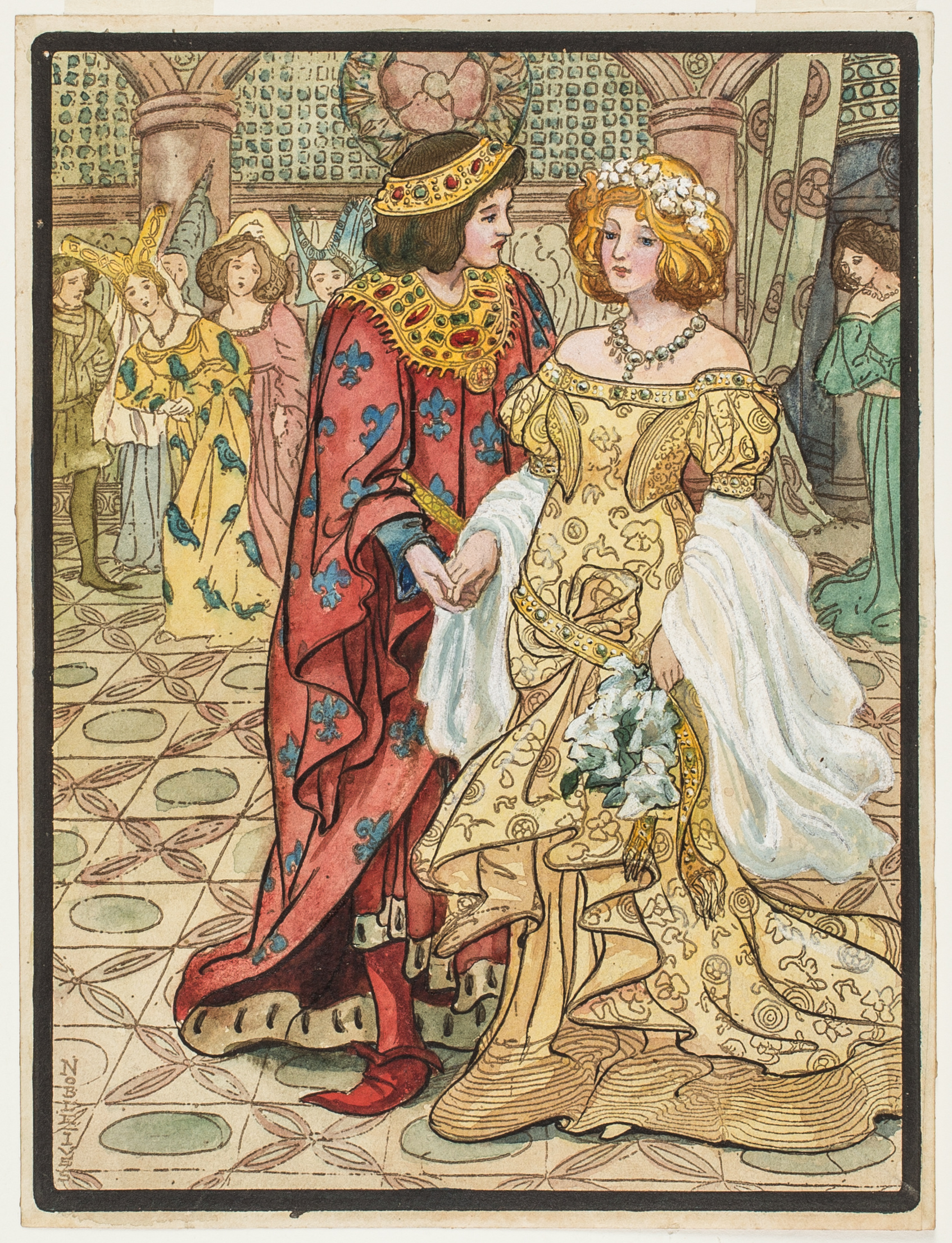
Cabezón Cámara realiza una parodia de rasgos del amor romántico de historias como «La Cenicienta»

La relación amorosa entre Gabi y Elena es constantemente retratada en términos paródicos en la novela. Desde el momento en que se conocen y Gabi siente una especie de flechazo por ella, su atracción es descrita con ironía al señalar que le había ocurrido «lo que a tanto negro» y se había enamorado de las características de Elena específicas a su condición de europea blanca y adinerada. Una vez que inician la relación, viven varios meses en Venecia, que Gabi describe como salidos de «postales» románticas y en los que enfatiza el lujo y el dinero con que la rodea Elena, a quien se refiere como su «princesa». De acuerdo a la catedrática Agnieszka Flisek, la relación de Gabi dibuja un análogo queer al cuento de hadas clásico de «La Cenicienta», en el que una mujer de clase social baja se enamora de un príncipe con dinero que cumple los estándares sociales considerados atractivos.
La escena en que ambas se conocen es además narrada en términos telenovelescos, con referencias exageradas a «atardeceres», «poema rosa» y la expectativa construida por «capítulos y capítulos» para lo que finalmente sería un «intercambio de fluidos». Este carácter melodramático se acentúa cuando Elena le revela que pronto moriría a causa de su enfermedad. Ante la exagerada reacción de Gabi, es la propia Elena quien la reprende:

«Cáncer», me dijo, «no se cura». Y yo que en asado había mutado muté en mujer de Lot (…) me desmoroné y mientras caía hice mierda medio pabellón argentino: ahí sí me desplomé, caí en picada, me rompí. Elena miró, quieta, callada hasta que terminé de caer y me dijo que me deje de joder con exuberancias de latina pelotuda.

La idea romántica del alma gemela es parodiada hasta límites extremos a causa de la enfermedad de Elena, quien le ofrece darle su rostro a Gabi para que se lo trasplante una vez que haya muerto y así estar siempre juntas.
De acuerdo a Agnieszka Flisek, la parodia de Cabezón Cámara sobre la concepción de amor romántico critica su aspecto de construcción cultural basada en la opresión de la mujer. En varios pasajes, Elena es descrita por Gabi con apelativos masculinos o militares, entre ellos «tigre», «Napoleona» y «tanque ultraliviano». La autora también dibuja un vínculo entre la dominación que Elena ejerce sobre Gabi gracias al poder que tiene y el acto de la penetración, como cuando Gabi describe a Elena como «un misil que atraviesa la atmósfera» o cuando rememora el primer beso entre ambas con la frase: «Me entró en la boca como le entraba a todo, como si fuera la dueña».
La propia transformación de Gabi en un sujeto con poder político también resalta el carácter falogocentrista de las sociedades latinoamericanas, al asegurar que el poder le había hecho crecer «como una pija», metáfora del sexismo en sistemas que consideran que solo el hombre puede cumplir roles en la esfera política. Así mismo, la autora vuelve a comparar la dominación mediante el poder con el rol activo en la relación sexual por medio de Gabi, quien afirma «Me cogí a medio país» y caracteriza su poder como una «tremenda envergadura envidia de mucho macho».

## Recepción
Romance de la negra rubia tuvo una buena recepción crítica. La escritora Nora Domínguez, en una reseña publicada en el diario argentino Clarín, se refirió de forma positiva a la novela, que calificó de «apuesta barroca, fundamentalmente irónica», y destacó su exploración del poder político y la resistencia social. La reseña de la revista Otra Parte, por su lado, alabó el estilo de la obra, en particular sus momentos de «fuerte tempo poético» y su «tono de locuacidad barriobajera». Este aspecto también fue elogiado por Walter Lezcano, del diario Página/12, que definió la narración de la autora como «lúdica, humorística y despiadada» y recalcó la mezcla de lenguaje coloquial con académico, además del uso constante de la ironía.
La opinión de la catedrática Natalia Brizuela fue igualmente positiva y calificó la novela de «perla irregular, opaca, con esa inevitable opacidad que va construyendo el pliegue, como en los mejores versos de Góngora». De forma particular mencionó el carácter barroco de la narración y la compleja transformación de la protagonista, además de afirmar que la obra confirmaba que la escritura de Cabezón Cámara «es revolucionaria, es emancipadora, es radical».